# Solomon Ashkenazi
Solomon ben Nathan Ashkenazi (Udine, 1520 circa – Istanbul, 1602) è stato un medico e imprenditore ottomano di religione ebraica, attivo sulla scena politica ottomana, veneziana e polacco-lituana durante la fine del XVI secolo.
Ashkenazi esercitò spesso una notevole influenza, come quando, nel 1573, riuscì ad ottenere la riammissione degli ebrei a Venezia.

## Primi anni e emigrazione
Ashkenazi nacque a Udine da genitori ebrei di origine tedesca. Studiò medicina all'Università di Padova e si formò come rabbino. Dopo l'espulsione degli ebrei da Udine nel 1556, Ashkenazi si recò a Cracovia, in Polonia, per servire come archiatra del re Sigismondo II Augusto. Nel 1564 Ashkenazi partì per ricoprire un posto di medico di corte a Istanbul.

## Medico di corte a Istanbul
A Istanbul Ashkenaziti salì alla ribalta, facendo amicizia con il bailo veneziano Marcantonio Barbaro e il gran visir ottomano Mehmed Sokollu. Lui e suo fratello furono anche coinvolti nel commercio del vino tra Creta e la Polonia, con centro a Istanbul, come fecero molti ebrei dell'epoca. Lo scoppio della guerra ottomano-veneziana nel 1570 fece di Ashkenazi un intermediario chiave tra la Turchia e Venezia. Ashkenazi ricoprì due incarichi durante la guerra: medico reale presso la moglie di Sokollu e medico ufficiale presso la comunità veneziana di Istanbul. Eseguì gli ordini segreti del Gran Visir destinati a cercare la pace e fece da messaggero tra le due parti. Insieme al Gran Dragomanno Ali Bey, Ashkenazi redasse il trattato di pace che pose fine alla guerra nel 1573.
Ashkenazi fu determinante nella scelta del successore del re polacco Sigismondo II Augusto, rimasto senza eredi alla sua morte nel 1572. La legge polacca richiedeva il Sejm scegliesse il nuovo sovrano. I candidati includevano lo zar Ivan il Terribile, l'imperatore Massimiliano II, il candidato del Papa ed un principe francese: Enrico d'Angiò. L'intero equilibrio di potere dell'Europa era in una situazione di impasse. Nel gioco diplomatico finì per avere un certo peso anche il governo della Sublime Porta, presso cui si era recato un ambasciatore francese per ottenere l'appoggio dei leader turchi. L'ambasciatore incontrò Ashkenazi, convincendolo che un re francese di Polonia era necessario per mantenere l'equilibrio del potere; a sua volta, Ashkenazi convinse il Gran Visir a sostenere Enrico d'Angiò. Dopo che questi salì al trono polacco, Ashkenazi inviò al re le sue congratulazioni, scrivendo: "Ho reso a Vostra Maestà il servizio più importante per garantire la vostra elezione: ho determinato tutto ciò che è stato fatto qui".

## Riammissione degli ebrei veneziani
Nel 1572, il doge veneziano, Alvise I Mocenigo, chiese il rafforzamento del decreto di espulsione del 1556, spingendo molti ebrei ad andarsene e accendendo un polemico dibattito in Senato . Il coinvolgimento degli ebrei nel commercio estero e nell'intermediazione di pegni li rendeva risorse economiche vitali per la città-stato veneziana. Inoltre, alcuni cittadini veneziani si opposero moralmente alla sostituzione delle banche ebraiche con il cristiano Monte di Pietà, istituzione emergente nelle città veneziane. Allo stesso tempo, altri hanno sostenuto che l'espulsione degli ebrei fosse una questione di necessità morale, citando l'esilio degli ebrei dalla Spagna e dal Portogallo .
Tornato a Istanbul, Ashkenazi utilizzò i suoi contatti per esercitare pressioni politiche sulle autorità veneziane sulla questione dell'espulsione degli ebrei. Fece leva sulla possibile minaccia insita nel fatto che gli ebrei espulsi da Venezia potessero, al pari degli ebrei espulsi da Spagna e Portogallo, fabbricare armi per le forze ottomane da usare contro la stessa Venezia. Ashkenazi usò questi argomenti con Barbaro, che li riferì al Doge nei suoi dispacci sulla situazione ottomana
Questi fattori contribuirono, con altri, alla decisione del Senato di riammettere gli ebrei nel dicembre 1573.

## Ambasciatore a Venezia
Dopo l'elezione del re di Polonia, la Porta nominò Ashkenazi inviato a Venezia. La polemica divampò da entrambe le parti sulla nomina di un ambasciatore ebreo. In Turchia, Sokollu garantì l'acume politico del dottore, mentre a Venezia Barbaro cantava le lodi di Ashkenazi. Dopo alcuni dibattiti, Ashkenazi fu confermato nell'incarico e si recò a Venezia nel maggio 1574.
Le autorità veneziane e la comunità ebraica fecero gran doni ad Ashkenazi al suo arrivo. Come ambasciatore ottomano, i risultati ottenuti si rivelarono contrastanti. Ashkenazi negoziò con successo una disputa sui confini della Dalmazia, ma fallì nella suo progetto per la formazione di un'alleanza militare veneto-ottomana. Mentre si trovava a Venezia aiutò anche un gruppo di mercanti ebrei a chiedere un risarcimento per i beni perduti dopo aver lasciato Venezia a causa del decreto di bando. La petizione ebbe successo ei mercanti furono risarciti; molti tuttavia scelsero di non tornare a Venezia

## Ritorno a Istanbul e morte
Ashkenazi tornò a Istanbul nel luglio 1574, rimanendo attivo in politica fino alla morte di Sokollu nel 1579. Gestì male i suoi affari finanziari e morì in povertà nel 1602.